# کلاروو
کلاروو (به مجاری: Gúta) یک شهرک با جمعیت ۱۰٬۷۴۷ نفر که در Komárno District، اسلواکی واقع شده‌است.